# Reveal-rendszer
A Reveal-rendszer a zárvatermők egy filogenetikus alapokra épülő rendszertana, amelyet James Lauritz Reveal botanikus vázolt fel. Az utolsó változata 1999-ben jelent meg. A szerző később csatlakozott az APG-hez, és közreműködött az APG II-rendszer kidolgozásában.
A Reveal-rendszer a hagyományos rendszertanoktól eltérően a zárvatermőket nem kettő (kétszikűek, egyszikűek), hanem öt osztályra bontja. (1, 2, 3, 
4, 4, 6 7, 8, 9 10)

## divisioMagnoliophyta

### classisMagnoliopsida
- subclassis Magnoliidae

### classisPiperopsida
- subclassis Piperidae
- subclassis Nymphaeidae
- subclassis Nelumbonidae

### classisLiliopsida
- subclassis Triurididae]
- subclassis Aridae
- subclassis Liliidae
- subclassis Arecidae
- subclassis Commelinidae
- subclassis Zingiberidae

### classisRanunculopsida
- subclassis Ranunculidae

### classisRosopsida
- subclassis Caryophyllidae
- subclassis Hamamelididae
- subclassis Dilleniidae
- subclassis Rosidae
- subclassis Cornidae
- subclassis Lamiidae
- subclassis Asteridae